# ツール・ド・ジャパン
ツール・ド・ジャパン（Tour de Japan）は、日刊スポーツ新聞社などが主催し、日本サイクルレーシングクラブ協会主管の元で開催される国内最大級の市民サイクルロードレースである。

## 概要
各ステージともにプロによるSクラスから初心者のFクラスまで脚力別カテゴリーを設定し、また男子60歳以上、同50歳以上、Wクラス（女性限定）、小学生の部、小学生未満のミルキーレースまで、年齢及びキャリアとも幅広く参加できるレースとなっている。

## 歴史
1984年に日本版「ツール・ド・フランス」を目指し、年間4戦の本格的ステージレースとして開始。
1992年には中野浩一をスーパーバイザーに迎え「中野浩一メモリアル ツール・ド・ジャパン」となる。中野はスターターも務めている。
2006年は、「ひたちなか市」「四日市市」「富士河口湖町」の3ステージで開催。
2007年からは「川越市」「三宅島」「ひたちなか市」「四日市市」「西湖」の5ステージとなった。